# Anton de Kom

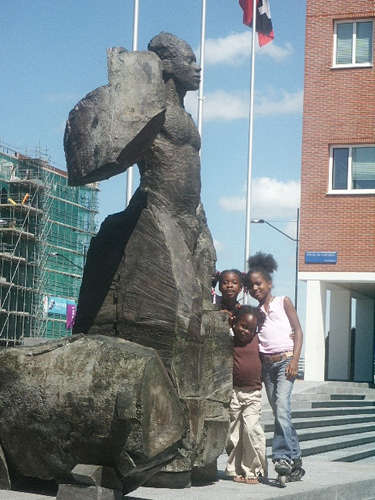
Monumento a Amsterdam dedicato ad Anton de Kom

Cornelis Gerhard Anton de Kom (Paramaribo, 22 febbraio 1898 – 24 aprile 1945) fu un combattente per la resistenza ed un autore contro il colonialismo originario del Suriname.

## Biografia
Nacque a Paramaribo da due semplici contadini. Il padre era perfino nato schiavo. Come avvenne in non pochi casi, il suo cognome era il contrario del cognome del suo padrone, che si chiamava Mok.
Dopo aver ricevuto il diploma, Anton de Kom iniziò a lavorare per il Balata Compagnieën Suriname en Guyana. Il 29 luglio 1920 si licenziò e partì per Haiti, dove lavorò per la Societé Commerciale Hollandaise Transatlantique. L'anno dopo, tuttavia, partì per i Paesi Bassi, dove per un anno fu volontario in un reggimento di cavalleria. Nel 1922 iniziò a lavorare in una società di consulenza a L'Aia, dove lavorò solo per un anno perché fu licenziato in seguito ad una riorganizzazione della società. Allora divenne rappresentante che vendeva caffè, tabacco e tè: in questo periodo conobbe quella che sarebbe stata la sua futura moglie. Oltre al suo lavoro, tuttavia, Anton era anche interessato alla politica: apparteneva, infatti, a molte organizzazioni di sinistra e all'organizzazione nazionalista indonesiana degli studenti.
De Kom partì con la sua famiglia alla volta del Suriname il 20 dicembre 1932 ed arrivò il 4 gennaio 1933: da quel momento fu controllato in modo molto severo dalle autorità coloniali. Il 1º febbraio fu arrestato mentre era diretto all'ufficio del governatore con un gruppo di suoi seguaci. A partire dal 3 febbraio rimasero davanti all'ufficio del governatore chiedendo la scarcerazione di De Kom. La folla rifiutò la richiesta di disperdersi e lasciare la piazza e la polizia aprì il fuoco uccidendo 2 persone e ferendone altre 30.
Il 10 maggio Anton De Kom fu spedito nei Paesi Bassi senza alcuna prova. In quel periodo era disoccupato e si dedicò completamente alla scrittura del suo libro: Wij slaven van Suriname (Noi, schiavi del Suriname), che fu pubblicato in forma censurata nel 1934.

### Deportazione e morte
Dopo l'invasione dei Paesi Bassi da parte della Germania nazista De Kom si unì alla Resistenza. Il 7 agosto 1944, però, fu arrestato ed imprigionato nell'Oranje Hotel a Scheveningen per poi essere successivamente trasferito nel campo di concentramento tedesco di Vught. Nei primi di settembre del 1944 fu trasferito nel campo di concentramento di Sachsenhausen, dove fu costretto a lavorare per una fabbrica di velivoli. De Kom morì il 24 aprile 1945 per tubercolosi in un campo satellite del campo di concentramento di Neuengamme. Nel 1960 i suoi resti furono trovati e sepolti nel cimitero di Loenen nei Paesi Bassi.